# Siphonoperla torrentium
Siphonoperla torrentium ist eine Steinfliegen-Art.

## Merkmale der Larven
Der Körper wird bis 9 Millimeter lang und ist vollständig deutlich beborstet. Er ist gelblich bis hellbraun gefärbt. An Kopf und Pronotum sind dunklere Flecken vorhanden. Das Pronotum ist queroval und weist lange Randborsten auf. Die Flügelscheiden sind kurz, ihr Seitenrand ist konvex. Tracheenkiemen sind nicht vorhanden. An Femur und Tibia finden sich starke Borstensäume. Das erste und das zweite Tarsenglied sind gleich lang. Das dritte Tarsenglied ist dreimal so lang wie erstes und zweites zusammengenommen.

## Lebensweise
Die Larven der Art kommen in Bächen und kleinen Flüssen vor. Sie ernähren sich vermutlich räuberisch. Die Generationsdauer beträgt ein Jahr.

## Vorkommen
Das Verbreitungsgebiet umfasst Europa ohne Skandinavien.

## Belege
- Herbert W. Ludwig: Tiere und Pflanzen unserer Gewässer. BLV Verlagsgesellschaft, München 2003, ISBN 3-405-16487-7.